# Lepanus parapisoniae
Lepanus parapisoniae là một loài bọ cánh cứng trong họ Bọ hung (Scarabaeidae).